# Bucura Dumbravă
Bucura Dumbravă fut le pseudonyme de Ștefania « Fanny » Szekulics, Szekulicz ou Seculici, née le 28 décembre 1868 et morte le 26 janvier 1926, écrivaine roumaine d'origine hongroise et alpiniste. Son œuvre littéraire, principalement écrite en allemand, raconte des histoires de haïdouks et de leurs légendaires exploits. Ils lui apportèrent le succès commercial en Roumanie et en Europe germanophone et furent préfacés par la reine Élisabeth de Wied.
Bucura Dumbravă se préoccupa de beaucoup de causes, et s'impliqua dans plusieurs projets culturels, mais on se souvient surtout d'elle pour son activité de promotion du tourisme en Roumanie. C'était une voyageuse et une montagnarde active, qui créa certains des premiers clubs de randonnée du pays. Sa littérature de voyage reste une référence dans la littérature roumaine alors que ses œuvres de fiction sont souvent oubliées.
Durant sa carrière, elle favorisa la présence de femmes dans la franc-maçonnerie roumaine. Avec l'âge, elle s'intéressa davantage au spiritualisme moderne anglo-saxon, et, en tant que disciple de Jiddu Krishnamurti, elle fonda la loge roumaine de la Société théosophique. Elle décéda au retour d'un voyage au Raj britannique, après avoir assisté à une conférence théosophique à Adyar.

## Biographie

### Enfance et jeunesse
La future écrivaine est née dans la ville de Bratislava. Son père faisait partie de la minorité magyare de Slovaquie ou de la minorité slovaque de Hongrie. Sa mère était allemande. Bucura Dumbravă fut élevée dans la culture allemande et était perçue comme telle. Fanny passa son enfance dans diverses régions d'Autriche-Hongrie et visita Vienne à quatre ans. Un an plus tard, ses parents émigrèrent en Roumanie, en tant qu'amis du roi Carol Ier. Son père dirigeait une compagnie d'assurances et certains historiens pensent qu'il dirigeait la loge maçonnique zur Brüderlichkeit.
La famille royale remarqua rapidement le jeu de Fanny au piano, son talent pour l'écriture de poésie allemande et sa passion pour la lecture de littérature roumaine romantique. À la cour à Sinaia, elle devint confidente et suivante  de la reine Elisabeth et, en juillet 1884, fit son entrée dans la haute société en tant qu'invitée du couple royal.
En 1886, Fanny Szekulics devint philanthrope, en fondant la société de Tibișoiul afin d'organiser l'école du dimanche pour les enfants défavorisés. Plus tard, elle se fit connaître principalement en tant que critique de musique, chercheuse à l'Académie roumaine et conférencière sur des sujets religieux ; elle a travaillé avec le sculpteur Carol Storck et le musicologue Ion Popescu-Pasărea. In 1905, elle fonda, avec le politicien Vintilă Brătianu, Chindia, société pour la conservation et le développement du folklore roumain, en particulier des danses populaires. Le socialiste Frozy Nenițescu l'y rejoignit, se souvenant que, au moins à l'origine, la société luttait contre les influences orientales dans le costume roumain, craignait les tarafs "bruyants" et fut critiquée pour son caractère "exclusif". Son travail est retracé dans un film de 1913 de Nicolae Barbelian, qui inscrit dans la mémoire culturelle dix exécutions de danses nationales enseignées par Chindia.
Fanny suivit son père dans ses croyances et rejoignit la franc-maçonnerie mixte. Elle correspondit avec Annie Besant et la loge Le Droit Humain, devint diva de la Rose-Croix, et utilisa probablement la société Chindia pour recruter de nouveaux membres.

### Les débuts littéraires
Le premier roman publié de Fanny Szekulics fut Der Haiduck ("Le Haïdouk"), imprimé chez Wunderling à Ratisbonne en 1908. La même année, la traduction de Teodor Nica fut imprimée chez Carol Sfetea à Bucarest : Haiducul (deuxième et troisième éditions en 1911; quatrième en 1914),. Grâce au pseudonyme, le livre avait une allure mystérieuse et certains pensaient qu'il était écrit par la reine Elisabeth. Cette dernière avait effectivement suggéré à Fanny Szekulics son pseudonyme, qui rappelle les montagnes qui entourent Sinaia : le lac Bucura et le nom commun dumbravă ("taillis").
Roman historique, Der Haiduck fut décrit dans Mercure de France comme une fresque décrivant "les premiers patriotes de Roumanie", avec un "sujet séduisant" et "une sobriété parfaitement adéquate". Dans Transylvania, le critique Ilarie Chendi indiqua avoir été agréablement surpris par le livre et la bonne réception qu'il reçut en Allemagne. Selon Chendi, l’œuvre est remarquable pour sa description pleine de compassion des paysans roumains, avec leur "mode de vie ancien et sain". Les critiques ont relevé les recherches historiques de Bucura Dumbravă, en particulier la vérification des sources dans les registres de la collection Hurmuzachi, mais aussi l'influence des romans populaires de N. D. Popescu. Ses emprunts à un manuscrit familial sur Iancu Jianu furent plus controversés et elle fut soupçonnée de plagiat . Le livre fut aussi critiqué pour avoir perpétué le mythe négatif de Nikola Abraš (ou "Iabraș"), le principal allié de Jianu, comme traître à la cause de l'insurrection des haïdoucs.
Der Haiduck connut une seconde édition en 1912, avec une préface de la reine Elisabeth (sous son pseudonyme Carmen Sylva),. La même année, Bucura Dumbravă acheva son "histoire de l'insurrection valaque de 1821", intitulée Der Pandur [Le pandour]. Elle fut également publiée par Wunderling en Allemagne et la traduction en roumain d'Eliza Brătianu chez Carol Sfetea, avant d'être entièrement réécrite par l'auteur elle-même. La narration est centrée sur le héros du peuple Tudor Vladimirescu, décrit comme la personnification de l'idée nationale roumaine, mais aussi comme un commandant cruel et un politicien peu habile.
Der Pandur était la suite de Der Haiduck. La dernière partie de cette trilogie sur la révolution valaque de 1848 fut brûlée accidentellement avant sa publication. Bucura Dumbravă n'y revint jamais mais en 1918, elle écrivait un autre roman appelé le "livre de Sibyl". Elle rencontrait toujours du succès comme musicienne amateur. En 1913, au château d'Elisabeth à Peleș, son piano accompagna les fameux violonistes roumains Georges Enesco et Dimitrie Dinicu.

### Alpiniste et philanthrope
Pendant les décennies suivantes, l'amitié entre Bucura Dumbravă et la reine Elisabeth tourna autour de leur intérêt partagé pour la randonnée à travers les Alpes de Transylvanie, à partir de Sinaia. Pour Bucura Dumbravă, la randonnée pédestre était déjà un passe-temps hebdomadaire. Selon des témoins de ses escapades, l'écrivaine peu attirante physiquement et myope suscitait l'admiration pour son esprit joyeux et aventureux. Elle portait des vêtements de montagne sur mesures, montait une jument fameuse nommée Liza, et avait son campement principal dans la grotte de Ialomița. Selon Frozy Nenițescu, Dumbravă prenait également des risques politiques en repassant en Autriche-Hongrie, sa présence ayant irrité les autorités douanières.
Avec l'éveil de cette passion, Fanny Szekulics se tourna vers le récit de voyage. Selon la spécialiste de littérature comparée Luiza Marinescu, ses œuvres suivantes s'inscrivent dans la tradition roumaine de la "littérature romantique descriptive" (Alexandru Odobescu, Alexandru Vlahuță, Calistrat Hogaş, Nicolae Iorga), mais visent aussi à informer le public germanophone sur les "spécificités roumaines". Plus précisément, le critique Mihail Dragomirescu suggère que Szekulics était une disciple de la société littéraire Junimea. Membre de Junimea lui-même, Dragomirescu place la romancière parmi les auteurs qui illustrent l'idéal national néoromantique promu vers 1900 par Titu Maiorescu.
Vers 1914, Fanny Szekulics aidait la reine Elisabeth dans ses œuvres de charité, en tant que membre du "comité des dames" à la polyclinique de la reine Elisabeth à Bucarest, et cogérante de l'école professionnelle de Țesătoarea. Avec Mărgărita Miller Verghy, Izabela Sadoveanu-Evan et d'autres écrivaines, elle fut également membre fondateur de l'association Româncele Cercetașe, pionnière en matière de scoutisme en Roumanie.
Peu après, Carol I mourut et Bucura Dumbravă raviva l'intérêt de son amie désormais veuve pour la randonnée et la littérature Elle commença, avec l'aide de la reine, à travailler à un livre sur la méditation, l'inachevé Cartea Îngerilor [Le livre des anges]. Elle prononça une des oraisons funèbres à la mort d'Elisabeth en novembre 1916.

### Cartea munțiloret Turing Club
Fanny Szekulics reprit son activité après la Première Guerre mondiale. Pendant que de nouvelles éditions de Haiducul sortaient en 1919 et 1925, Bucura Dumbravă lança les éditions de ses deux nouveaux essais, succès de librairie : Cartea munților [Le livre des montagnes] et Ceasuri sfinte [Heures saintes]. Ses premières œuvres écrites directement en roumain consolidèrent sa réputation auprès des conservateurs et des monarchistes. Selon Dragomirescu: "Cartea munților [est] un chef-d’œuvre de solide inspiration roumaine et de langage sain [...]. On y trouve tant d'amour de la nature, tant d'intimité avec les beautés divines des montagnes [...] que c'est sans doute une des meilleures œuvres de notre littérature." Dans la revue traditionaliste Transilvania, le critique littéraire Ion Georgescu qualifia Ceasuri sfinte d'anthithèse de la littérature moderniste, et en tant que tel de "bienfait pour l'âme roumaine".
Ces nouveaux écrits mélangeaient l'activisme culturel, les idéaux sociaux et la contemplation des beautés de la nature. Cartea munților sort ainsi de l'ordinaire pour promouvoir la protection de l'environnement par des exhortations telles que : "Demandez pour tout un chacun le droit de se reposer sur la poitrine de la nature, le droit à la lumière du soleil, à l'air frais, à la verte forêt, à l'amour du risque de gravir des montagnes". Fanny Szekulics éprouvait des influences spiritualistes, citant longuement Emanuel Swedenborg et ses vues sur les purifiés et l'énergie purifiante des montagnes, en concluant : "La découverte de la beauté alpine fut une victoire de l'âme sur la matière." Les sujets mystiques, éthiques et de self-help (en) forment une large part de Ceasuri sfinte, qui réinterprète des symboles de diverses sources religieuses: le Livre de Jérémie, les Apocryphes bibliques, les Actes des Apôtres, la vie de Jeanne d'Arc, etc.
Les fragments et chroniques de Fanny Szekulics étaient publiés dans plusieurs magazines de l'époque, comme Convorbiri Literare, Ideea Europeană, Cuget Românesc, Curentul Nou, Cultul Eroilor Noștri ou Cele Trei Crișuri. Parmi ces essais en 1919 une introduction au synarchisme d'Alexandre Saint-Yves d'Alveydre le définissant comme un mélange supérieur de nationalisme et d'humanitarisme.
L'activisme de Bucura Dumbravă porta ses fruits avec la création d'associations de tourisme nationales et modernes : en 1921, Hanul Drumeților (L'auberge des voyageurs), puis en 1925 le Turing - Club de Roumanie. Elle coopta des randonneurs célèbres : l'écrivain Nestor Urechia, désigné dans ses écrits comme "Le Grand Ours", le géographe Mihai Haret, et l'écrivain Emanoil Bucuța du journal Boabe de Grâu, qui reconnut en elle une des fondatrices du « carpathianisme » roumain. Selon Bucuța, Bucura Dumbravă représentait une "école" de randonnée moins audacieuse et plus accessible que celle de ses collègues masculins.
À son apogée, le Turing comptait quatre mille membres, douze sections régionales, publiait des cartes topographiques, marquait des sentiers touristiques, et protégeait activement l'environnement. Le jeune poète Luca Caragiale (ro), censé écrire des vers pour Cartea munților, rejoignit le cercle, comme Mircea Eliade, le futur romancier et historien des religions.
En dépit de son âge avancé, Fanny Szekulics reprit son mode de vie actif. En 1923, elle était en Suisse, où elle gravit le Cervin, et revint en 1925 pour escalader un des glaciers du Mont Blanc De retour en Roumanie, elle établit de nouveaux standards pour l'alpinisme féminin en atteignant le sommet du mont Omu. Elle s'installa plus tard dans le bourg de Bran, où elle avait l'intention d'ouvrir son propre hôtel.

### La théosophie et les dernières années
À la fin de sa vie, Szekulics s'impliqua avidement dans le mouvement théosophique inspiré de l'enseignement d'Helena Blavatsky. Selon Emanoil Bucuța, c'était une démarche naturelle de passer de l'amour du voyage et de l'exercice physique à la croyance à la transition éternelle ou réincarnation. Avec E. F. D. Bertram de Ploiești, l'écrivain fonda le premier cercle théosophique de Roumanie, Frăția ("Fraternité"). Localisée dans sa maison du quartier Dorobanți à Bucarest, c'était au départ une section de la Société française de théosophie qui s'émancipa rapidement pour créer son propre réseau.
Son cercle introduisit en Roumanie les écrits de Jiddu Krishnamurti, avec le recueil de 1924, La picioarele învățătorului ("Aux pieds du maître"), qu'elle a traduit elle-même. Comme les autres célèbres théosophes roumains, Szekulics était affiiée à la section roumaine de la franc-maçonnerie,. Elle organisait des séances de spiritisme au palais Marmorosch Blank, avec le frère de Luca, Mateiu Caragiale, et la féministe Eugenia de Reuss Ianculescu.
Bucura Dumbravă, que Constantina Raveca Buleu appelait la théosophe roumaine "peut-être la plus impliquée", en vint à présider la Société roumaine de théosophie (vers 1925). Ses contributions en tant que journaliste culturelle se retrouvèrent dans de nouveaux journaux, par exemple le bulletin de la société de théosophie Știri și Însemnări, Democrația, le bulletin de l'association des femmes chrétiennes Foaia Noastră. Elle s'est également impliquée dans l'association des écrivaines féministes de Roumanie aux côtés de Sofia Nădejde et Laura Vampa.
Du fait de sa conversion à la théosophie, Fanny Szekulics fut fascinée par les concepts de la philosophie indienne, et rêvait de voyager au Raj britannique. Elle en eut la chance en 1925, étant invitée à la conférence de la société de théosophie à Adyar. Frozy Nenițescu, qui l'accompagna à la Gare du Nord à Bucarest se souvient que Bucura Dumbravă était très émue de voyager "au pays de ses rêves."
Bucura Dumbravă fit le voyage, arrivant au port de Mumbai, et prit le chemin de fer jusqu'à Chennai. À Adyar, elle rencontra Krishnamurti. Elle fit alors des excursions dans le Bengale et le État de Mysore.
Ayant contracté la malaria, Szekulics tomba très malade sur le chemin du retour. Le bateau sur lequel elle voyageait la laissa à Port-Saïd, où elle fut rapidement transportée à l'hôpital. Son état s'aggrava et elle décéda le 26 janvier 1926. Selon la légende, elle avait espéré revoir les Carpathes, croyant que seule leur vue pourrait la guérir. Pour des raisons inconnues, son corps fut incinéré et ses cendres transférées en Roumanie dans une urne égyptienne.

## Postérité

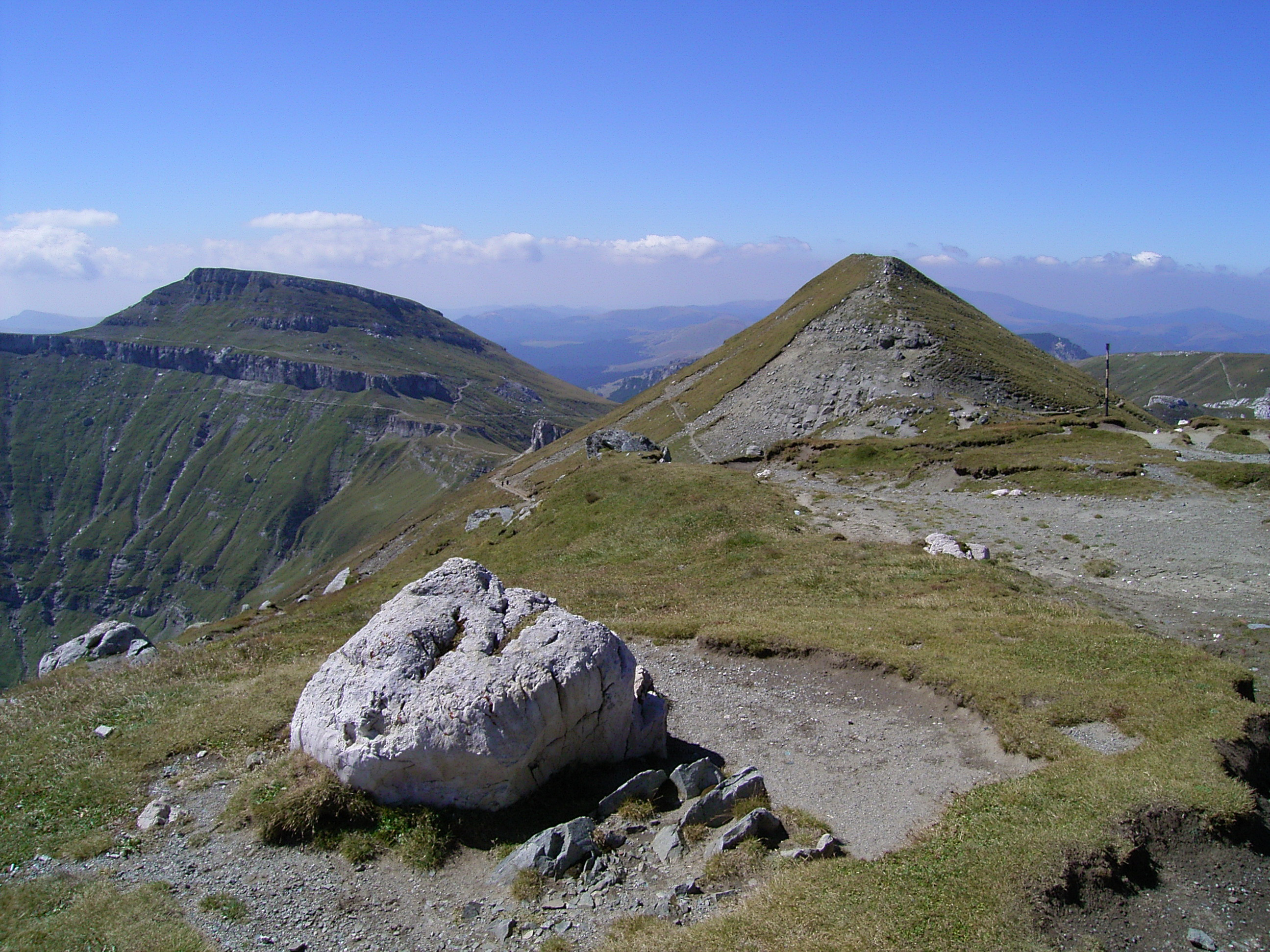
Le pic Bucura Dumbravă, à droite

Peu après sa mort, Fanny Szekulics connut les honneurs d'un hommage dans Convorbiri Literare, signé Alexandru Tzigara-Samurcaș, historien d'art et courtier. De même, Țara Noastră affirma : "Sa main de cendres [...] trouvera un abri sûr dans la terre de notre pays — une mère accueillante et aimante pour tous ceux qui la comprennent". Le pic Bucura Dumbravă, situé dans les Monts Bucegi, identifié par certains comme le Kogaionon, fut nommé en l'honneur de l'écrivaine.
Son dernier volume, qui regroupait ses lettres, fut publié à titre posthume en 1927 : Pe drumurile Indiei. Cele din urmă pagini [Sur les routes de l'Inde. Les toutes dernières pages]. De plus, en 1928, Der Haiduck inspira un film roumain du réalisateur Horia Igirosanu. Une partie de son héritage est allée à Elena Râmniceanu et à l'Institut roumain d'études sociales, qui institua un Prix d'éthique Bucura Dumbravă, et son premier titulaire fut Emanoil Bucuța. Un cercle des "amis de Bucura Dumbravă" se réunissait toujours périodiquement en commémoration de sa mort, et, en 1934, publia un hommage, Când trec anii [Les années passent].
Ses livres connurent plusieurs rééditions, avant, pendant et après la Deuxième Guerre mondiale, et inspira des illustrations à l'artiste Olga Greceanu. En 1942, Der Haiduck fut utilisé par C. N. Mihăilescu et Ion Șahighian pour le scénario du film Iancu Jianul,.
Bien qu'elle eût été relativement célèbre à son époque, Bucura Dumbravă fut habituellement ignorée par la critique littéraire. Comme le note Luiza Marinescu, "elle ne figurait pas dans les histoires de la littérature, ni roumaines, ni allemandes" (à l'exception de l'Enciclopedia Cugetarea, 1940), et fut ignorée à cause de sa présence dans la camarilla de la reine Elisabeth. En 1935, l'essayiste Petru Comarnescu écrivait que l’œuvre de Bucura Dumbravă avait un caractère "local", et était bien moins importante que celle de ses collègues modernistes, Hortensia Papadat-Bengescu et Henriette Yvonne Stahl. Mais, indique Perpessicius, Cartea munților reste le "vade mecum du randonneur".
Les écrivains se montraient plus intéressés par sa vie aventureuse et ses idées théosophiques. Achevé peu après sa mort, le roman Les Seigneurs du Vieux-Castel de Mateiu Caragiale fait une référence sarcastique à "la théosophe Papura Jilava", qu'on voit brièvement danser avec le rival du héros,,. Szekulics est notoirement mentionnée dans la nouvelle de Mircea Eliade (1940), Le Secret du docteur Honigberger en tant que mystique mystérieusement décédée,.
Après l'arrivée au pouvoir d'un régime communiste, l’œuvre de Bucura Dumbravă avec ses allusions monarchistes fut retirée des canons littéraires. Dans la diaspora roumaine, deux autres éditions de ses livres furent publiées (1954, 1956). En Roumanie, la réhabilitation vint en 1969, quand l'historien Dumitru Almaș et les éditions Tineretului republièrent la traduction d'Eliza Brătianu de 1912 ; le critique littéraire Mircea Handoca lança également en 1970 une réédition de Cartea munților, aux éditions Stadion. L'Opéra national de Roumanie produisit également une adaptation de Haiducul en ballet suivie en 1982 par un autre film intitulé Iancu Jianu, avec Dinu Cocea comme réalisateur et Adrian Pintea comme acteur principal.
Cependant, jusqu'à la Révolution roumaine de 1989, on ne trouvait que rarement des entrées à son nom dans les dictionnaires de littérature. En 2011, le dessinateur Vali Ivan adapta Der Haiduck en un roman graphique sur le temps de Iancu Jianu.